# Mythimna evoei
Mythimna evoei là một loài bướm đêm trong họ Noctuidae.